# 20 (Album)
20 ist das sechste Studioalbum der deutschen Popband No Angels. Es erschien am 4. Juni 2021 bei BMG Rights Management. Als Album zum 20-jährigen Jubiläum der Band enthält 20 sowohl Neuauflagen alter Songs der No Angels aus den Jahren 2001 bis 2003 als auch vier neue Songs. 18 Jahre nach ihrem letzten und 20 Jahre nach ihrem ersten Nummer-eins-Album erreichten die No Angels mit 20 zum insgesamt vierten Mal Platz eins der deutschen Albumcharts.

## Hintergrund
Bereits im Frühjahr 2019 sprach Bandmitglied Lucy Diakovska mit Nik Hafemann und Mario M. Mendrzycki über ihre Idee eines möglichen Comebacks der No Angels. In ihren weiteren Gesprächen mit Bandmitglied Jessica Wahls zeigte diese sich offen für ein Comeback, Bandmitglied Sandy Mölling sprach sich hingegen gegen ein Comeback aus. Aufgrund eines Schlaganfalls von Diakovskas Mutter, der Konzertpianistin Rossiza Djakowskaim, im Sommer 2019 verfolgte Diakovska ihre Idee eines Comebacks der No Angels nicht weiter. Nach dem Tod von Diakovskas Mutter zu Beginn des Jahres 2020 traten die vier Gründungsmitglieder der No Angels Nadja Benaissa, Lucy Diakovska, Sandy Mölling und Jessica Wahls wieder in Kontakt. Infolgedessen fanden gemeinsame Überlegungen der Bandmitglieder zum Feiern des 20-jährigen Jubiläums der No Angels statt. Im gleichen Jahr erwarb BMG Rights Management die Masteraufnahmen der ehemaligen Plattenfirma der No Angels, Cheyenne Records, und machte Ende November 2020 die Aufnahmen der Band aus den Jahren 2001 bis 2003 auf Streamingdiensten verfügbar. Dieses Ereignis wurde zu einem viralen Phänomen, durch das sich die No Angels in ihren Plänen, die Band zum 20-jährigen Jubiläum wiederzuvereinigen, bestärkt fühlten. Da Petruo sich bereits 2014 entschied, nicht mehr öffentlich auftreten zu wollen, ist sie als einziges Gründungsmitglied bei der Neuauflage der No Angels nicht dabei.
Im Februar 2021 veröffentlichten sie Daylight in Your Eyes in einer Celebration Version neu. Ende Februar des gleichen Jahres verkündeten die No Angels in der ARD-Show Schlagerchampions – Das große Fest der Besten die Veröffentlichung ihres neuen Albums 20 am 4. Juni 2021. In einem Beitrag für Prominent auf VOX gab die Band zudem bekannt, dass das Album aus Neuauflagen von 16 Songs der Band aus den Jahren 2001 bis 2003 und vier neuen Songs bestehen wird. Für die Veröffentlichung von 20 unterschrieben die No Angels einen Plattenvertrag mit BMG Rights Management. 20 wurde von Christian Geller produziert, der bereits Anfang der 2000er Jahre mit den No Angels an den Songs Cry for You, Stay und Funky Dance zusammengearbeitet hatte. Die Auswahl der Songs aus den Jahren 2001 bis 2003, die für 20 neu aufgenommen wurden, trafen die vier Bandmitglieder selbst. Zwei der vier neuen Songs, We Keep the Spirit Alive und Love You for Eternity, wurden von Bandmitglied Mölling mitgeschrieben. A New Day stammt von Möllings Ehemann Nasri Atweh. Mad Wild wurde den No Angels als einer von knapp 15 Songs von ihrer Plattenfirma BMG Rights Management vorgeschlagen, für den sich alle vier Bandmitglieder unabhängig voneinander aussprachen.
Die No Angels nahmen das Album zwischen Februar und April 2021 aufgrund der COVID-19-Pandemie getrennt voneinander in verschiedenen Studios auf. Benaissa und Wahls in Gellers Studio in Andernach, Diakovska nahm zusätzlich Songs in einem Studio in Bulgarien auf und Mölling im Studio ihres Ehemanns Nasri Atweh in Los Angeles. Da trotz der Arbeit in unterschiedlichen Ländern alle Entscheidungen während der Aufnahmen und der Produktion im Team und in gemeinsamer Abstimmung getroffen wurden, bezeichnete Geller die Produktion von 20 als „abenteuerlich“.
Nach der Single Daylight in Your Eyes folgte die Neuauflage von Still in Love with You am 4. Juni. Am 6. August erschien Mad Wild im Radiomix von Late9. Lyrikvideos erschienen für die Neuaufnahmen von There Must Be an Angel im April und Rivers of Joy im Mai.

## Stil
Mit der Veröffentlichung von 20 wurde bewusst keine Neuerfindung der No Angels angestrebt. Stattdessen wurde, zeitgleich mit der Wiederentdeckung der modischen und musikalischen Trends der 2000er Jahre, die für das Album ausgewählten Songs aus den Jahren 2001 bis 2003 modernisiert und an den Zeitgeist angepasst, zugunsten der Nostalgie jedoch nicht völlig verändert. Laut Bandmitglied Mölling klingen die No Angels auf den Neuinterpretationen im Vergleich zu Anfang der 2000er Jahre reifer, erwachsener und erfahrener. Ziel war auch, dass die Songs aus unterschiedlichen Jahren auf dem Album eine Einheit bilden. Dazu trug bei, dass die Band bei der Albumproduktion erstmals mit nur einem Produzenten zusammenarbeitete. Die vier neuen Songs transportieren ebenfalls ein Nostalgiegefühl, verbinden jedoch die Vergangenheit der No Angels mit der Zukunft. Sie sind dem Genre Pop zuzuordnen und beinhalten Elemente der Musikrichtungen Funk und R ’n’ B.

## Formate und Titelliste
Die Erstveröffentlichung von 20 erfolgte am 4. Juni 2021 durch BMG Rights Management. Das Album erschien zeitgleich als CD, Download, Streaming und Vinyl. Neben dem regulären Album erschien ein limitiertes Boxset, das neben der CD eine Brosche, ein Fanbuch, vier handsignierte Autogrammkarten, ein Poster und einen Stickerbogen enthält.
| Nr.          | Titel                                                  | Autor(en)                                                                          | Länge   |
| ------------ | ------------------------------------------------------ | ---------------------------------------------------------------------------------- | ------- |
| 1.           | Daylight in Your Eyes (Celebration Version)            | Tony Bruno, Tommy Byrnes                                                           | 3:31    |
| 2.           | Still in Love with You (Celebration Version)           | Figge Boström, Johan Lindman                                                       | 3:36    |
| 3.           | Something About Us (Celebration Version)               | Thorsten Brötzmann, Alexander Geringas, Vanessa Petruo                             | 3:32    |
| 4.           | When the Angels Sing (Celebration Version)             | Peter Ries, Charlemaine                                                            | 3:45    |
| 5.           | Rivers of Joy (Celebration Version)                    | Niklas Pettersson, Hans Andersson                                                  | 3:30    |
| 6.           | There Must Be an Angel (Celebration Version)           | Annie Lennox, David A. Stewart                                                     | 3:55    |
| 7.           | We Keep the Spirit Alive                               | Christian Geller, Sandy Mölling                                                    | 3:32    |
| 8.           | All Cried Out (Celebration Version)                    | Steve Jolley, Alison Moyet, Tony Swain                                             | 3:30    |
| 9.           | Someday (Celebration Version)                          | Thomas Jansson, Niklas Hillbom                                                     | 3:15    |
| 10.          | Mad Wild                                               | Andrew Tyler, Ásdís María Viðarsdóttir, Flo August, Sophie Alexandra Tweed-Sunnibs | 2:35    |
| 11.          | Washes Over Me (Celebration Version)                   | Peter Ries                                                                         | 4:09    |
| 12.          | Feelgood Lies (Celebration Version)                    | Maryann Morgan, Niclas Molinder, Joacim Persson, Pelle Ankarberg, Charlie Dore     | 3:26    |
| 13.          | A New Day                                              | Nasri Atweh                                                                        | 3:11    |
| 14.          | Faith Can Move a Mountain (Celebration Version)        | Julian Feifel                                                                      | 3:38    |
| 15.          | Cold as Ice (Celebration Version)                      | David Brunner, Christopher Cousins, Marc Klammek                                   | 4:10    |
| 16.          | Love You for Eternity                                  | Christian Geller, Nasri Atweh, Sandy Mölling                                       | 3:41    |
| 17.          | Cry for You (Celebration Version)                      | Thomas Anders, Christian Geller                                                    | 3:39    |
| 18.          | No Angel (It’s All in Your Mind) (Celebration Version) | Tim Hawes, Pete Kirtley, Liz Winstanley                                            | 3:12    |
| 19.          | That’s the Reason (Celebration Version)                | Alexander Geringas, Thorsten Brötzmann                                             | 3:35    |
| 20.          | Still in Love with You (Acoustic Celebration Version)  | Figge Boström, Johan Lindman                                                       | 3:36    |
| Gesamtlänge: | Gesamtlänge:                                           | Gesamtlänge:                                                                       | 1:10:50 |

## Promotion
Die Wiedereinführung der No Angels in den Musikmarkt fand durch den Medienkonzern Bertelsmann im Rahmen der Content Alliance für extensives und aufeinander abgestimmtes Catalogue-, Content- und Community-Marketing statt. Im Februar standen die No Angels mit einem Auftritt der Celebration Version von Daylight in Your Eyes in der ARD-Show Schlagerchampions – Das große Fest der Besten erstmals nach über zwölf Jahren wieder gemeinsam auf der Bühne. Am 23. April 2021 erschien ein Lyrikvideo zu There Must Be An Angel (Celebration Version), am 14. Mai 2021 folgte eines zu Rivers of Joy (Celebration Version). Ende Mai traten die No Angels im Finale von Let’s Dance mit einem Medley auf, bestehend aus den Celebration Versionen von Daylight in Your Eyes, There Must Be an Angel und Rivers of Joy. Am Tag der Veröffentlichung von 20 gaben die No Angels ein Live-Stream-Konzert in Kooperation mit RTL; das im Anschluss stattfindende Interview musste aufgrund eines Unwetters unterbrochen werden. Es wurde nachträglich auf die Website des TV-Senders gestellt. Ihr Video zum Song Still in Love with You präsentierten die No Angels als Premiere am 5. Juni in der ARD-Show Schlagercountdown – So wird's bald wieder sein! von Florian Silbereisen. Am 6. Juni traten sie mit Still in Love with You sowie mit Daylight in Your Eyes im ZDF-Fernsehgarten auf. Am 17. Juni waren die No Angels zu Gast in Die Carolin Kebekus Show und präsentierten gemeinsam mit der Gastgeberin unter dem Motto HERstory of Girlbands ein Medley bekannter Songs von Girlgroups seit den 1950ern bis heute. Interviews u. a. bei Stern TV, im Sat.1-Frühstücksfernsehen und bei Grill den Henssler folgten. Darüber hinaus blickten die No Angels im achtteiligen AudioNow-Podcast 20 – Der No Angels Podcast auf die Bandgeschichte zurück.

## Rezeption

### Rezensionen
- taz.de: „[…] wie zu erwarten sind die Bässe fetter, die Stimmen reifer und voller, die Komposition ausgefeilter.“[35]
- Berliner Zeitung: „Es hat ein Reifungsprozess stattgefunden, in dem sie gar nicht erst verzweifelt versuchen, an frühere Tage anzuknüpfen, sondern ironisch-selbstbewusst bilanzieren, was war.“[36]
- t-online.de: „Die Produktion ist moderner, die Songs bleiben im Großen jedoch erhalten. Da kann man also noch immer die Lyrics aus dem Langzeit-Popkultur-Gedächtnis kramen und mitsummen.“[37]
- Neue Westfälische: "[…] kommt in der neuen Version ungleich grooviger daher als das Original, das immer an Madonnas Dancefloor-Klassiker „Ray of light“ erinnert."[38]
- rnd.de: „[…] mit frischen Beats und starken Gesangsaufnahmen.“[39]
- Deutschlandfunk: „[…] reiner, völlig übertriebener Pop.“[40]
- Schwulissimo: "Nicht nur für eingefleischte No Angels-Fans ein sehr hörenswertes Album, welches Lust auf noch mehr der „Engel“ macht."[41]
- Radio VHR: „Zwei Jahrzehnte nach ihrem kometenhaften Aufstieg klingen diese vier Stimmen so umwerfend wie nie zuvor.“[42]
- CDstarts.de: "Die neuen Stücke haben es […] schwer, fallen aber nicht negativ auf. […] „We keep the spirit alive“ […] kann ganz gut mithalten. Das alte Feeling […] kann „20“ […] nicht wiederherstellen. Dazu ist die Magie leider auf der Strecke geblieben."[43]
- Laut.de: „[…] 'Mad Wild' bringt […] den Zeitgeist der Moderne wohl am ehesten auf den Punkt. […] Insgesamt ist die neue Platte nicht durchgehend schlecht, nur bietet sie sehr wenig Mehrwert.“[44]
- Antenne Niedersachsen: „[…] vier brandneue Songs, die in gewohnt ikonischer No Angels-Manier daherkommen.“[45]
- Minutenmusik.de: „Den Songs fehlt das gewisse Etwas – und da können […] die vier Sängerinnen im Grunde gar nichts für. Schlecht sind […] die Arrangements.“[46]
- Plattentests.de: „Dancepop-Beats und nervige Claps aus der kontemporären Grabbelkiste untermalen […] jeden einzelnen Song.“[47]
- magazin-forum.de: „Ein gelungenes Album, das viele Erinnerungen aufleben lässt.“[48]

### Chartplatzierungen
Am Tag der Veröffentlichung platzierte sich 20 auf Platz eins der iTunes-Charts in Deutschland, Österreich, Schweiz, Ungarn und Luxemburg sowie in den Top 10 in Jordanien. 20 erreichte in Deutschland die Chartspitze der Albumcharts und wurde zum vierten Nummer-eins-Album für die Band. Auch ist 20 das erste Nummer-eins-Album einer Girlgroup seit 15 Jahren. Darüber hinaus erreichte das Album die Chartspitze der deutschen Downloadcharts sowie Rang elf der deutschen Vinylcharts im Monat Juni 2021. In der Schweiz erreichte das Album Platz sechs. Dies ist die höchste Platzierung der No Angels in den Schweizer Albumcharts seit ihrem Album Now … Us! aus dem Jahr 2002. In der Österreich platzierte sich 20 auf Platz zwei und musste sich lediglich Sour von Olivia Rodrigo geschlagen geben. In den deutschen Album-Jahrescharts 2021 erreichte 20 Platz 88.
Bei iTunes erreichte die Neufassung von Daylight in Your Eyes während der Veröffentlichungswoche Platz drei der Singlecharts. In den offiziellen deutschen Singlecharts gelang nach 20 Jahren der Wiedereinstieg des Songs auf Platz 74, in den Downloadcharts erreichte der Song Platz sechs und in den offiziellen deutschen Radiocharts Platz 69. Still in Love with You erreichte Platz 34 der offiziellen Downloadcharts. Anfang August erschien der Song Mad Wild in einem Radiomix des Duos Late9. Der Song erreichte Platz 67 der offiziellen deutschen Downloadcharts. Ende November erschien das Debütalbum Elle’ments in der Special Winter Edition als 20th Anniversary Edition erstmals auf Vinyl. Am gleichen Tag wurde eine Winter Version des Songs When the Angels Sing veröffentlicht. Sie erreichte Platz 93 in den offiziellen deutschen Downloadcharts und Platz 16 der Single Trending Charts. Das Album hat sich über 50.000 mal verkauft.
| ChartsChartplatzierungen | Höchstplatzierung | Wochen |
| ------------------------ | ----------------- | ------ |
| Deutschland (GfK)        | 1 (9 Wo.)         | 9      |
| Österreich (Ö3)          | 2 (2 Wo.)         | 2      |
| Schweiz (IFPI)           | 6 (3 Wo.)         | 3      |

| ChartsJahrescharts (2021) | Platzierung |
| ------------------------- | ----------- |
| Deutschland (GfK)         | 88          |